# Albrecht II. (Meißen)

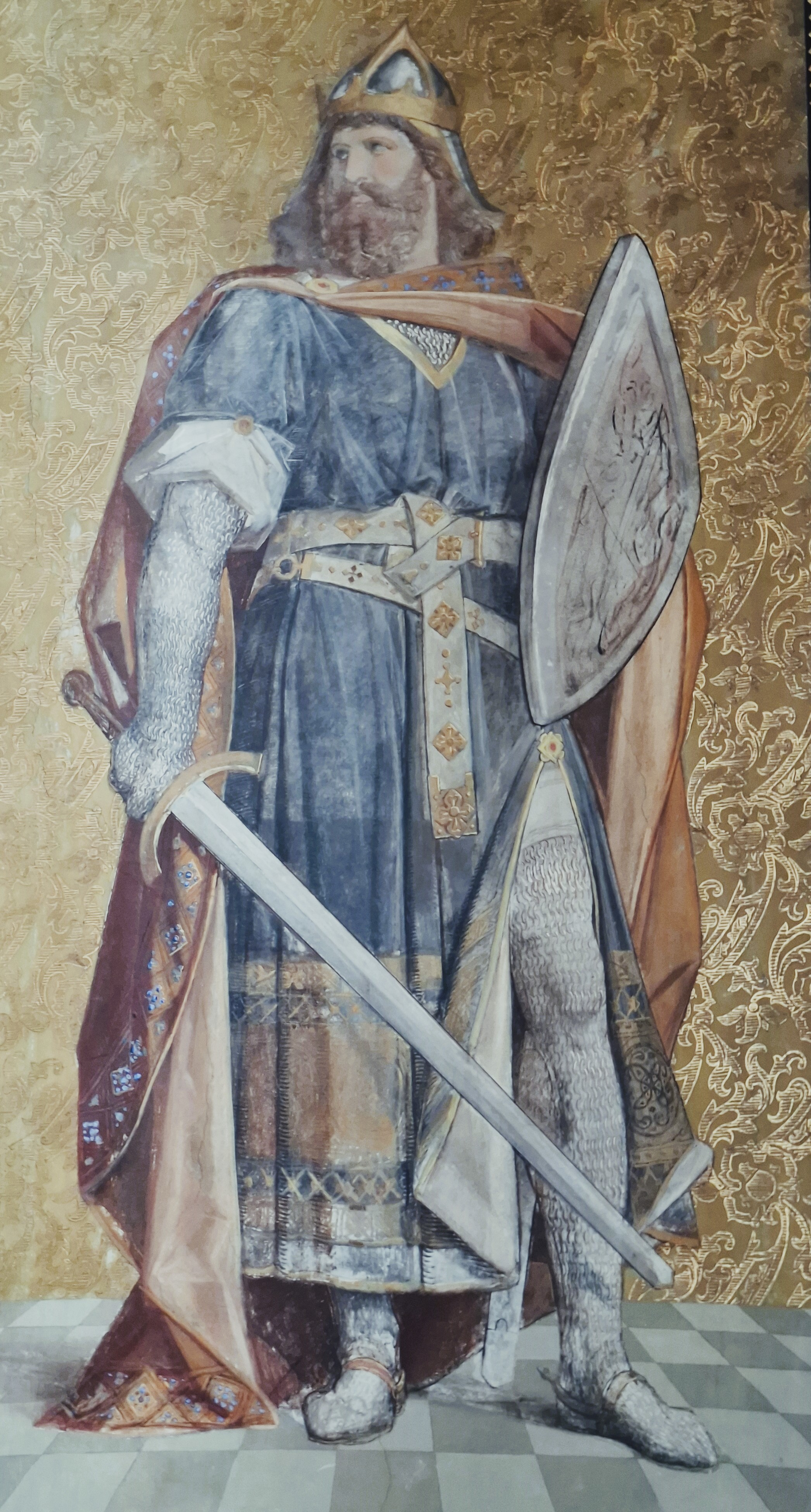
Albrecht der II. Wandmalerei von Anton Dietrich (1833–1904) in der Albrechtsburg in Meißen.

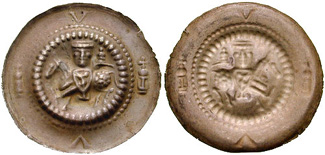
Albrecht der Entartete (1288–1307), Markgraf von Meißen und Landgraf von Thüringen, Reiterbrakteat, Münzstätte Gotha

Albrecht II., der Entartete, auch der Unartige (* 1240; † 13. November 1314 – nach anderen Quellen am 20. November 1314 bzw. im Jahre 1315 – in Erfurt), aus dem Geschlecht der Wettiner, war zunächst Landgraf von Thüringen und später auch Markgraf von Meißen.

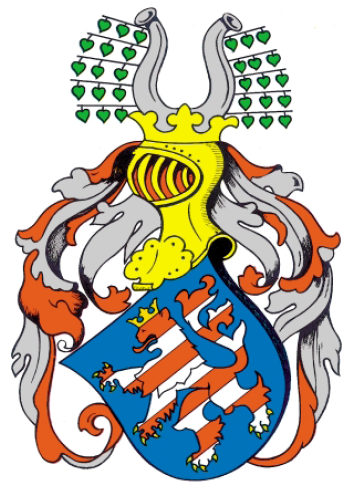
Vollwappen des Landgrafen Albrecht II. von Thüringen (um 1265)

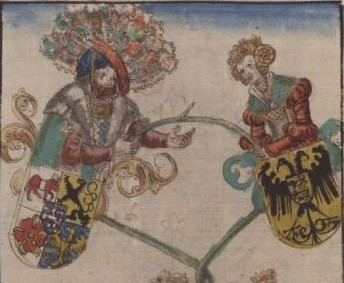
Albrecht II. und Margaretha von Staufen in einer Darstellung aus dem 15. Jahrhundert

## Leben
Albrecht wurde als ältester Sohn Heinrichs des Erlauchten und Constantias von Österreich geboren. Durch die von seinem Vater 1265 vollzogene Länderteilung erhielt Albrecht Thüringen und die Pfalzgrafschaft Sachsen und wurde Landgraf von Thüringen. Sein Bruder Dietrich erhielt die Mark Landsberg und das Osterland, während der Vater selbst im Besitz der Mark Meißen und der Mark Lausitz blieb.
Albrecht war seit 1254 mit Margaretha von Staufen verheiratet, der Tochter Kaiser Friedrichs II. Als Mitgift wurde dem Haus Wettin das Pleißenland verpfändet.

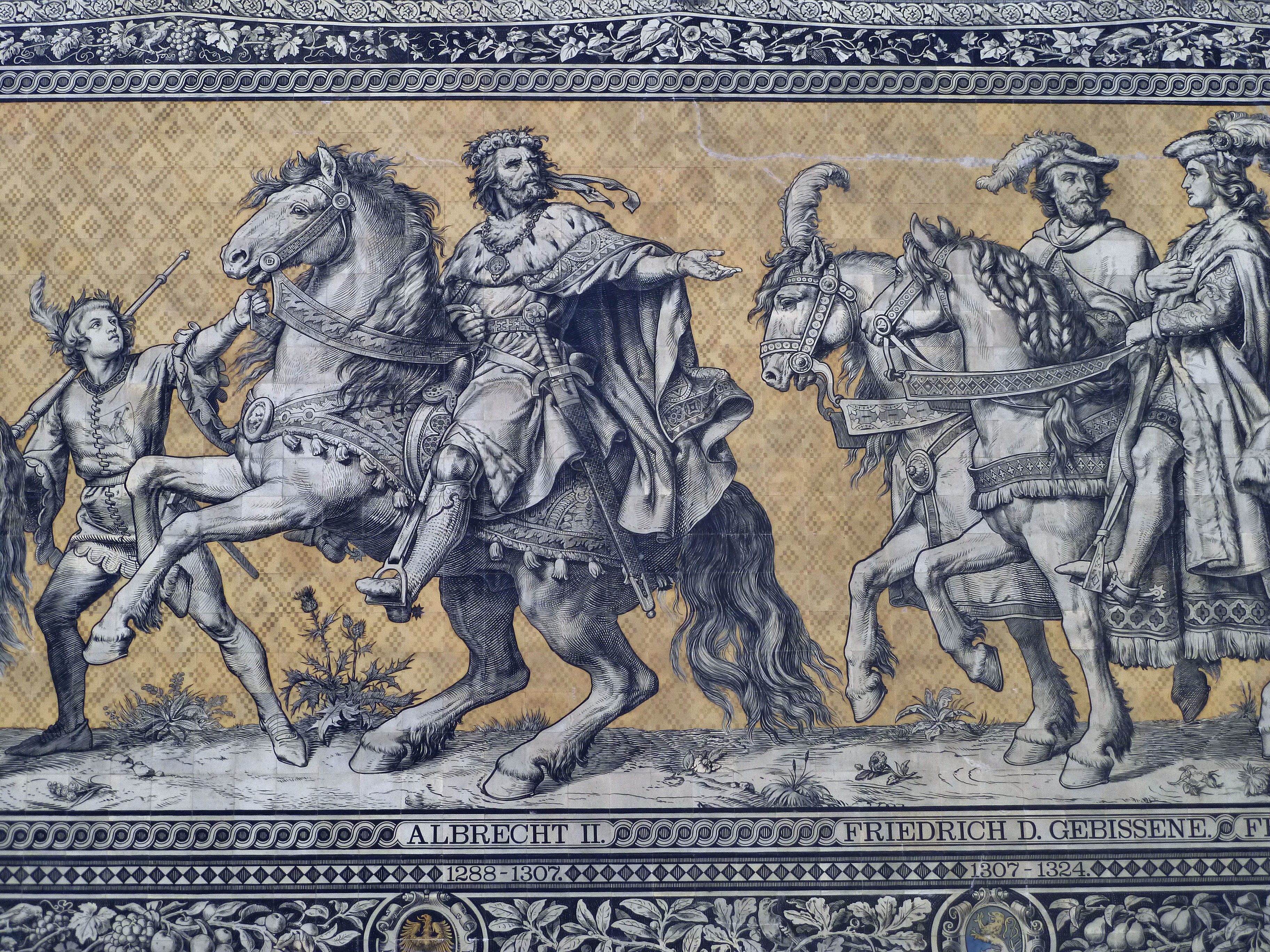
Albrecht der Entartete (1288–1307) und Friedrich der Gebissene (1307–1324); Fürstenzug, Dresden

Nach anfänglich glücklicher Regierung und Ehe wandte sich Albrecht von Margaretha ab und begann eine leidenschaftliche Liebesbeziehung mit Kunigunde von Eisenberg, was zur Folge hatte, dass Margaretha am 24. Juni 1270 die Wartburg verließ und nach Frankfurt am Main ging, wo sie am 8. August des gleichen Jahres starb. Die jüngeren Söhne Friedrich und Dietrich nahm ihr Onkel, der Markgraf Dietrich von Landsberg, zu sich. Heinrich, der älteste Sohn, verschwand 1283 in Schlesien.
1274 heiratete Albrecht Kunigunde und ließ den mit ihr gezeugten Sohn Apitz (Albrecht) durch den König legitimieren. Als er beabsichtigte, ihm die Landgrafschaft Thüringen zu vererben und seine Söhne aus erster Ehe nur mit dem Osterland (dem Erbteil ihrer Mutter) und der Pfalz Sachsen abzufinden, begannen letztere einen Krieg gegen ihren Vater, in dem Albrecht anfangs überlegen war: Friedrich geriet in Gefangenschaft seines Vaters und wurde auf der Wartburg festgesetzt, konnte aber nach einem Jahr entkommen und setzte gemeinsam mit seinem Bruder Dietrich den Krieg gegen den Vater fort. In dieser Zeit starb 1284 ihr Onkel Dietrich von Landsberg. Er hinterließ einen Sohn, Friedrich den Stammler. Vier Jahre später, 1288, starb auch Heinrich der Erlauchte, Albrechts Vater. Beides verschärfte die Familienstreitigkeiten.
Durch den Tod seines Vaters wurde Albrecht zusätzlich Markgraf von Meißen, während Friedrich der Stammler die Mark Lausitz erbte, die er jedoch noch im selben Jahr an Albrechts Sohn Dietrich IV. verlor. Ebenfalls 1288 nahm Friedrich dessen Vater Albrecht in der Schlacht gefangen. Durch den Vertrag von Rochlitz (1. Januar 1289) erhielt Albrecht gegen Abtretung großer Landesteile seine Freiheit zurück. Was ihm von der Mark Meißen noch geblieben war, verkaufte er an seinen Neffen Friedrich den Stammler. Als nach dessen Tod 1291 Friedrich und Dietrich IV. eigenmächtig seine Länder in Besitz nahmen, musste Albrecht aus Geldnot 1293 Thüringen für den Fall seines Todes an den römisch-deutschen König Adolf von Nassau verkaufen, der auch die Mark Meißen und Osterland als durch den Tod Friedrich des Stammlers heimgefallene Lehen betrachtete, aber ebenso wenig wie sein Nachfolger Albrecht I. von Habsburg die von ihm beanspruchten Gebiete auch tatsächlich in Besitz zu nehmen vermochte.
Albrecht hatte sich nach Kunigundes Tod (1286) in dritter Ehe mit Elisabeth von Arnshaugk verheiratet; diese wurde 1299 die Schwiegermutter ihres Stiefsohns Friedrich und bewirkte eine Art Aussöhnung zwischen Vater und Sohn. Zuletzt trat Albrecht gegen ein Jahrgeld auch Thüringen an Friedrich ab und starb 1314 in Erfurt. Sein Lieblingssohn Apitz (Albrecht) war bereits vor ihm gestorben.

## Ehen und Nachkommen
Albrecht heiratete dreimal:
Seine erste Ehe schloss er 1254 oder 1255 mit Margaretha von Staufen, Tochter von Kaiser Friedrich II. Aus ihrer Ehe entstammten folgende Kinder:
1. Heinrich (* 21. März 1256; † zwischen dem 25. Januar und dem 23. Juli 1282)
2. Friedrich der Freidige (1257–1323)
3. Dietrich IV., genannt Diezmann (* um 1260; † wahrscheinlich 10. Dezember 1307)
4. Margareta (urkundlich erwähnt am 17. April 1273)
5. Agnes (* vor 1264; † nach September 1332), wurde vor 1284 mit Heinrich von Braunschweig-Lüneburg vermählt und war die Mutter der späteren byzantinischen Kaiserin Irene Alemanna.

Nach 1270 heiratete Albrecht seine bisherige Geliebte Kunigunde von Eisenberg († 31. Oktober 1286). Dieser Ehe entstammten:
1. Apitz (Albrecht) (* vor 1270; † nach 27. Januar 1301, spätestens 1305), Herr von Tenneberg 1290
2. Elisabeth (* vor 1270; † nach 23. April 1326), heiratete vor dem 11. April 1291 Heinrich II. von Frankenstein († zwischen 23. April 1326 und 25. März 1327)

Vor dem 1. Oktober 1290 heiratete Albrecht Elisabeth von Arnshaugk, geborene von Orlamünde († nach 24. März 1333). Diese Ehe blieb kinderlos.

## Belletristische Darstellung
- Bernd Kaufmann: Der Verleumdete. Die Geschichte des Landgrafen Albrecht II. von Thüringen. Erstes Buch: Margareta BKP-Verlag GmbH, Zweibrücken 2009, ISBN 978-3-9813424-0-6 und „Der Verleumdete. Die Geschichte des Landgrafen Albrecht II. von Thüringen. Zweites Buch: Krieg der Söhne“ BKP Verlag GmbH, Zweibrücken 2011, ISBN 978-3-9813424-3-7.

| Vorgänger     | Amt                              | Nachfolger   |
| ------------- | -------------------------------- | ------------ |
| Heinrich III. | Landgraf von Thüringen 1264–1307 | Friedrich I. |
| Heinrich III. | Markgraf von Meißen 1288–1292    | Friedrich I. |

| Personendaten    | Personendaten                                 |
| ---------------- | --------------------------------------------- |
| NAME             | Albrecht II.                                  |
| ALTERNATIVNAMEN  | Albrecht der Entartete; Albrecht der Unartige |
| KURZBESCHREIBUNG | Landgraf von Thüringen                        |
| GEBURTSDATUM     | 1240                                          |
| STERBEDATUM      | um 13. November 1314                          |
| STERBEORT        | Erfurt                                        |